# 브라이언 몰코

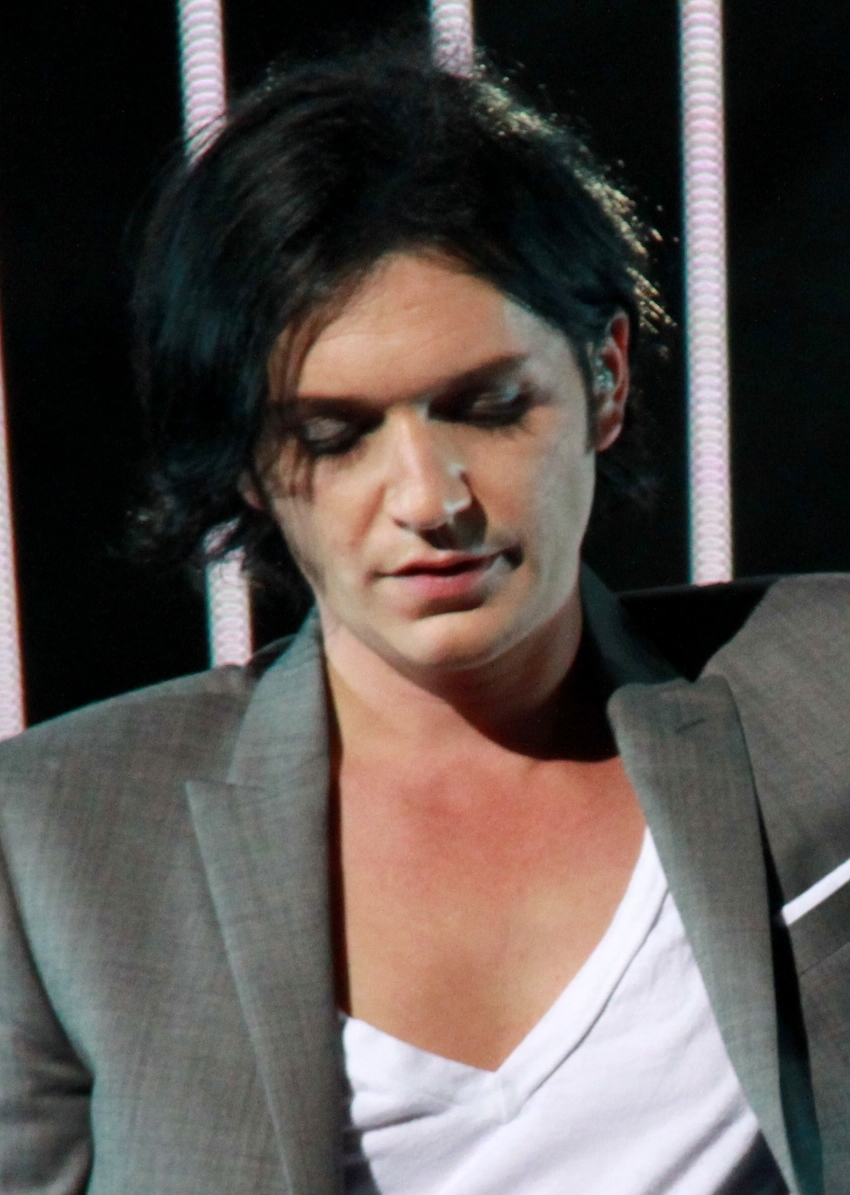

브라이언 몰코(Brian Molko, 1972년 12월 10일 ~ )는 영국의 음악가이자 작곡가이며 플라시보 밴드의 보컬이다. 독특한 비음과 높은 음조의 보컬, 그리고 고유의 기타 스타일 및 튜닝으로 유명하다.

## 어린 시절
몰코는 벨기에의 브뤼셀에서 이탈리아계 미국인 아버지와 영국인 어머니 사이에서 태어났으며, 스튜어트라는 이름의 형이 있었다. 어린 시절 그의 가족은 던디, 라이베리아, 레바논, 벨기에 등으로 여러 차례 이사를 다니다가 마침내 룩셈부르크 국경 인근의 롱주에 정착하였고 몰코는 그곳에서 룩셈부르크 국제학교(International School of Luxembourg)에 다녔다.
몰코는 예술적인 표현을 허용하지 않는 엄격한 가정에서 자랐고, 그의 아버지는 몰코가 은행가가 되기를 원했다. 그러나 몰코는 이에 대해 네일 폴리시, 매니큐어, 립스틱과 아이라이너를 바르고 펑크 록을 듣는 등 양성성을 띠며 반항하였고, 룩셈부르크 유럽학교(European School, Luxembourg I)에 잠시 다니다가 왕따와 괴롭힘으로 인해 자퇴하였다. 이후 그는 룩셈부르크 국제학교에 진학하였다가 영국의 골드스미스 대학에서 드라마를 공부한다.

## 경력
몰코와 함께 플라시보의 공동 창립자인 스테판 올스달은 함께 룩셈부르크 국제학교에 다녔지만 서로 안면이 없었고 친구가 아니었다. 둘이 서로 알게 된 것은 몰코가 런던에서 살 때로, 사우스켄싱턴 역에서 우연히 그와 만난 몰코는 몰코가 스티브 휴이트와 함께 만든 공연 그룹인 'Ashtray Heart'에 올스달을 초대한다.
이후 몰코는 올스달, 휴이트와 함께 1994년 자신이 보컬로 있는 밴드 플라시보를 결성하고 활발한 활동을 벌인다. 이들은 1998년 벨벳 골드마인에 출연하여 티렉스의 20th Century Boy를 공연하였고, 몰코는 초기 앨리스 쿠퍼 밴드와 비슷한 글램 록 밴드인 'The Flaming Creatures'의 가수 말콤 역을 맡았다. 플라시보의 라이브 공연에서 그는 기타, 베이스 기타, 키보드, 하모니카 및 색소폰 등 다양한 악기를 연주했다. 펜타포트 록페스티벌에 참가하러 내한한 적이 있다.
2005년에 태어난 아들이 있다. 2012년에는 골드스미스 대학에서 'Honorary Fellowship'을 수여받았다.